# جيمي بيتمان (لاعب كرة قدم)
جيمي بيتمان (بالإنجليزية: Jamie Pitman)‏ هو لاعب كرة قدم ومدرب كرة قدم بريطاني في مركز الوسط، ولد في 6 يناير 1976 في تروبريدج في المملكة المتحدة. لعب مع سويندون تاون وفوريست غرين ونادي هيرفورد ونادي وكينغ ويوفل تاون.

## وصلات خارجية
- جيمي بيتمان (لاعب كرة قدم) على موقع قاعدة بيانات كرة القدم.إي يو (الإنجليزية)
- جيمي بيتمان (لاعب كرة قدم) على موقع Soccerbase.com (مدرب) (الإنجليزية)